# Swiss Women’s Hockey Cup
Der Swiss Women’s Hockey Cup (auch Ochsner Swiss Women’s Cup, National Cup Frauen) ist der nationale Pokalwettbewerb im Schweizer Fraueneishockey.

## Preisträger
| Saison  | Pokalsieger            | Finalgegner              |
| ------- | ---------------------- | ------------------------ |
| 2005/06 | HC Lugano              |                          |
| 2006/07 | keine Austragung       | keine Austragung         |
| 2007/08 | DHC Langenthal         |                          |
| 2008/09 | ZSC Lions Frauen       | SC Reinach               |
| 2009/10 | DHC Langenthal         | HC Lugano                |
| 2010/11 | ZSC Lions Frauen       | DHC Langenthal           |
| 2011/12 | ZSC Lions Frauen       | EV Bomo Thun             |
| 2012/13 | ZSC Lions Frauen       | SC Reinach               |
| 2013/14 | ZSC Lions Frauen       | HC Lugano                |
| 2014/15 | keine Austragung       | keine Austragung         |
| 2015/16 | ZSC Lions Frauen       | HC Université Neuchâtel  |
| 2016/17 | HC Lugano              | ZSC Lions                |
| 2017/18 | ZSC Lions Frauen       | EV Bomo Thun             |
| 2018/19 | ZSC Lions Frauen       | HC Lugano                |
| 2019/20 | ZSC Lions Frauen       | SC Reinach               |
| 2020/21 | Wettbewerb abgebrochen | Wettbewerb abgebrochen   |
| 2021/22 | HC Ladies Lugano       | Neuchâtel Hockey Academy |
| 2022/23 | ZSC Lions Frauen       | SC Langenthal            |
| 2023/24 | SC Bern Frauen         | EV Zug Frauen            |
| 2024/25 | EV Zug Frauen          | Fribourg-Gottéron        |